# Lobo-da-terra
O protelo (Proteles cristatus), é um mamífero africano sendo também designado por hiena-formigueira, lobo-da-terra, ou urso-formigueiro-africano.

## Descrição
O protelo é semelhante à hiena-riscada, mas tem menor porte, tem um focinho mais estreito, orelhas mais pontiagudas, listas verticais, e uma longa crina abaixo da linha média do pescoço e nas costas. Mede até 50 cm até às espáduas, chega a pesar 9 kg, e possui duas glândulas na parte posterior, que secretam um líquido almiscarado usado para marcar o território e comunicar com outros da mesma espécie.

## Ecologia
O protelo tem hábitos noturnos. Ao contrário de outros grandes insectívoros, como o oricterope e o tamanduá, o lobo-da-terra não consegue escavar e, por isso, espera que os insectos saiam da termiteira. Num só dia, um lobo da terra consegue consumir mais de 30 000 térmitas.

### Dieta
O protelo é insetívoro, e alimenta-se principalmente de térmitas do gênero Trinervitermes, mas também de Odontotermes, Macrotermes, e Hodotermes.

## Subespécies
Até agora duas subespécies foram reconhecidas:
- Proteles cristatus cristatus (África meridional)
- Proteles cristatus septentrionalis (África oriental)